# Love Adventure
Love Adventure — второй сингловой альбом южнокорейской гёрл-группы Cherry Bullet. Альбом был выпущен в цифровом и физическом виде 22 мая 2019 года лейблом FNC Entertainment. Сингл содержит три трека, в том числе ведущий сингл «Really Really». Это последний релиз с участницами Мирэ, Кокоро и ЛинЛин, после их ухода из группы 13 декабря 2019 года.

## Предпосылки и релиз
9 мая было объявлено, что Cherry Bullet вернутся 22 мая со своим вторым сингловым альбомом Love Adventure и заглавным треком "Really Really".
Концептуальные фото с участницами были выпущены с 13 по 17 мая.
Тизер видеоклипа был выпущен 18 мая, а полное музыкальное видео 22 мая вместе с альбомом.

## Промоушен
Cherry Bullet провели шоукейс в Yes24 Live Hall в Кванджингу, Сеул, 22 мая, где они исполнили заглавный трек «Really Really» вместе с «Ping Pong». Cherry Bullet сотрудничали с LG U+.
Группа начала продвигать свой заглавный трек «Really Really» 23 мая. Они впервые исполнили ведущий сингл на M Countdown, а затем выступили на Music Bank, Show! Music Core и Inkigayo.

## Трек-лист
| №                   | Название                       | Текст песни               | Музыка                       | Arrangement         | Длительность |
| ------------------- | ------------------------------ | ------------------------- | ---------------------------- | ------------------- | ------------ |
| 1.                  | «Really Really» (네가 참 좋아) | Han Seong-ho, Kim Do Hun  | Erik Lidbom                  | Erik Lidbom         | 3:15         |
| 2.                  | «Ping Pong» (탁구공)           | VIP, Shin Ji-min          | Park Gunwoo, Malin Johansson | Park Gunwoo         | 3:43         |
| 3.                  | «Ruddy» (발그레)               | Seo Youngbae, Shin Ji-min | Seo Youngbae, Ylva Dimberg   | Seo Youngbae        | 3:12         |
| Общая длительность: | Общая длительность:            | Общая длительность:       | Общая длительность:          | Общая длительность: | 10:10        |

## Чарты
| Чарты (2019)            | Пиковые позиции |
| ----------------------- | --------------- |
| Республика Корея (Gaon) | 9               |